# Giuseppe Scaraffia
Giuseppe Scaraffia (Torino, 2 aprile 1950) è un francesista, saggista e conduttore televisivo italiano.

## Biografia
Nato a Torino (sua sorella è la storica Lucetta Scaraffia), si è laureato in Filosofia presso la Università degli Studi di Milano con una tesi sull'idea della felicità in Diderot. Ha insegnato Letteratura francese presso l'Università "La Sapienza" di Roma. Nel corso degli anni la sua ricerca si è concentrata in particolare modo sui grandi miti ottocenteschi della seduzione, dalla figura della femme fatale a quella del bel tenebroso. Collabora al supplemento letterario de Il Sole 24 ore e al Venerdì. Nel 2000 è stato nominato Cavaliere delle Arti e delle Lettere dall'Ordre des Arts et des Lettres, dal Ministero della Cultura francese. Nel 2008 ha vinto il premio speciale "Grinzane – Beppe Fenoglio" per il libro Cortigiane (2008).
Insieme alla bizantinista Silvia Ronchey, ha scritto e condotto programmi culturali per la Rai collaborando con RAISAT, Rai 1, Rai 2 e Rai 3. Fra questi L'altra edicola, programma culturale in onda su Rai 2 negli anni novanta. Sempre con Silvia Ronchey ha realizzato una serie di interviste a "grandi vecchi" della cultura come Ernst Jünger, Claude Lévi-Strauss, James Hillman, David Lodge e Jean-Pierre Vernant.
Scaraffia ha pubblicato 18 saggi e tre romanzi, oltre ad aver curato le edizioni italiane di oltre 30 opere di vari autori stranieri (da Proust a Mérimée, da Stendhal a Maupassant a Evelyn Waugh).

## Opere
- Dizionario del dandy, Bari, Laterza, 1981; Collana La memoria, Sellerio 2007. [tradotto in Francia: “Le petit dictionnaire du dandy”, Sand, 1986; tradotto in Spagna: “Diccionario del dandy”, Machado, 2009]
- Scritti su Diderot, Roma, Bulzoni, 1983.
- Marcel Proust. Alla ricerca di Swann, Collana Iconografia, Pordenone, Studio Tesi, 1986-1992, ISBN 978-88-769-2323-4.
  - Proust, Collana Tascabili. Saggi, Milano-Firenze, Bompiani, 2022, ISBN 978-88-301-1865-2.
- La donna fatale, Palermo, Sellerio, 1987.
- Infanzia, Palermo, Sellerio, 1987-2013.
- Il mantello di Casanova, Collana La memoria, Palermo, Sellerio, 1989, ISBN 978-88-389-0535-3. [romanzo tradotto in tedesco nel 1994]
- Torri d'avorio, Palermo, Sellerio, 1994; nuova ed., Le torri d'avorio, Excelsior 1881, 2010, ISBN 978-88-615-8105-0.
- Miti minori, Collana Il divano, Palermo, Sellerio, 1995, ISBN 978-88-389-1102-6.
- Il bel tenebroso. L'uomo fatale nella letteratura del XIX secolo, Collana La Diagonale, Palermo, Sellerio, 1999, ISBN 978-88-389-1478-2.
- Gli ultimi dandies, Collana Il divano, Palermo, Sellerio, 2002, ISBN 978-88-389-1753-0.
- Scrivere è un trucco del cuore, Milano, Ponte delle Grazie, 2002.
- Sorridi Gioconda!, Milano, Mondadori, 2005.
- Cortigiane, Milano, Mondadori, 2008.
- Femme Fatale, Firenze, Vallecchi, 2009, ISBN 978-88-842-7144-0.
- Le signore della notte. Storie di prostitute, artisti e scrittori, Collezione Le Scie, Milano, Mondadori, 2011, ISBN 978-88-046-0466-2.
- I piaceri dei grandi, Collana La memoria, Palermo, Sellerio, 2012, ISBN 978-88-389-2765-2.
- Il romanzo della Costa Azzurra, Milano, Bompiani, 2013, ISBN 978-88-452-7507-4.
- Gli ultimi giorni di Mata Hari, Torino, UTET, 2015, ISBN 978-88-511-3495-2.
- Il demone della frivolezza, Collana La memoria, Palermo, Sellerio, 2016, ISBN 978-88-389-3453-7.
- L'altra metà di Parigi. La Rive Droite, Collana Illustrati, Milano-Firenze, Bompiani, 2019, ISBN 978-88-301-0195-1.
- Scrittori in armi, Collana Piccola Biblioteca, Vicenza, Neri Pozza, 2023, ISBN 978-88-545-2615-0.

### Antologie
- AA.VV., Di cosa stiamo parlando?, a cura di Filippo La Porta, Enrico Damiani Editore, 2017.